# 15634 Ahluwalia
A 15634 Ahluwalia (ideiglenes jelöléssel (15634) 2000 JD15) a Naprendszer kisbolygóövében található aszteroida. A LINEAR projekt keretében fedezték fel 2000. május 6-án.